# Mikołaj Szyszkowski
Mikołaj Szyszkowski (1590 – Lidzbark Warmiński, 7 febbraio 1643) fu un politico e pubblico ufficiale del Regno di Polonia (Confederazione delle Due Nazioni) e anche principe vescovo di Varmia dal 1633 fino alla morte avvenuta nel 1643.

## Biografia
Era figlio di Giovanni ed Anna Ujejskich.
Iniziò i suoi studi nel campo della teologia e filosofia a Braniewo e li continuò a Roma.
Ricevette l'ordine sacro da Marcin Szyszkowski, suo parente e vescovo di Płock.
Nella corte del re polacco Sigismondo III di Svezia conseguì  il grado ufficiale di Gran Segretario, e fu allora che divenne un collega di Stefan Sadorski.
Dopo la morte del vescovo Marcin (che nel frattempo era diventato vescovo di Cracovia), gestì il Vescovato di Cracovia per due anni.
Con il supporto del nuovo re della Confederazione Polacco-Lituana, Ladislao IV di Polonia, nel 1633 divenne principe-vescovo di Varmia.
Quando Frombork venne occupata dagli svedesi, risiedette a Szyszkowski. Dopo la fine delle ostilità con la Svezia, finanziò la costruzione di una nuova chiesa a Stoczek Klasztorny, una cittadina undici chilometri a est di Heilsberg, fondata nel 1349 dal vescovo Hermann Varmia di Praga.
Stoczek Klasztorny divenne popolare con i pellegrini.
Riavviò il seminario a Braunsberg e spese gran parte dei suoi fondi personali alla ricostruzione di chiese e monasteri danneggiati nei recenti combattimenti. Insieme a Giorgio Guglielmo di Brandeburgo, rilasciò una nuova serie di leggi che regolavano la vita economica. Leggi simili vennero promulgate nel Ducato di Prussia.